# Бурденюк Федір Платонович
Федір Платонович Бурденюк (19 вересня 1903 — 27 жовтня 1973, місто Київ) — український радянський діяч, 2-й секретар Кам'янець-Подільського обласного комітету КПУ, помічник 1-го секретаря ЦК КП(б)У Микити Хрущова.

## Біографія
Народився в родині селянина-бідняка. Трудову діяльність розпочав наймитом у поміщика.
З жовтня 1925 року служив у Червоній армії.
Член ВКП(б) з 1925 року.
Після демобілізації перебував на керівній господарській та радянській роботі на Одещині, Вінниччині, Житомирщині та Харківщині. Був начальником відділу Народного комісаріату земельних справ Української СРР.
У 1937 році закінчив Сільськогосподарську академію імені Тимірязєва у Москві.
У 1937—1938 роках — директор державної селекційно-дослідної сільськогосподарської станції.
У 1938—1939 роках — інструктор сільськогосподарського відділу ЦК КП(б)У.
У лютому 1939 — вересні 1943 року — помічник 1-го секретаря ЦК КП(б)У Микити Хрущова.
З 1941 року — в Червоній армії. Учасник німецько-радянської війни з 1941 року. Служив у 1941—1942 роках уповноваженим оперативної групи Військової ради Південного фронту та на політичній роботі у Військовій раді 18-ї армії, з травня 1943 року — уповноваженим оперативної групи Військової ради Воронезького фронту.
З листопада 1943 по серпень 1946 року — 3-й секретар Київського обласного комітету КП(б)У.
У лютому 1947 — січні 1949 року — заступник міністра сільського господарства Української РСР із технічних культур.
У січні 1949 — квітні 1950 року — 2-й секретар Кам'янець-Подільського обласного комітету КП(б)У.
З серпня 1950 по липень 1952 року — заступник міністра м'ясної та молочної промисловості Української РСР.
На 1952—1953 роки — заступник завідувача Київського обласного торговельного відділу.
У січні 1954 — 1956 року — заступник голови виконавчого комітету Черкаської обласної ради депутатів трудящих.
Потім — персональний пенсіонер союзного значення в місті Києві.

## Звання
- підполковник

## Нагороди
- орден Вітчизняної війни ІІ ст. (5.01.1944)
- орден Червоної Зірки (26.08.1943)
- орден «Знак Пошани» (23.01.1948)
- медаль «За перемогу над Німеччиною у Великій Вітчизняній війні 1941—1945 рр.»
- медалі